# Теренс О'Браєн (веслувальник)
Теренс О'Браєн (англ. Terence O'Brien, 23 грудня 1906 — 19 грудня 1982) — британський академічний веслувальник.
Срібний призер Олімпійських Ігор 1928 року в складі розпашної двійки без стернового.
Переможець Ігор Співдружності 1930 року в складі вісімки.